# Nautilocalyx lynchii
Nautilocalyx lynchii là một loài thực vật có hoa trong họ Tai voi. Loài này được (Hook. f.) Sprague mô tả khoa học đầu tiên năm 1912.